# Masinissa II
Masinissa II ou Massinissa II foi um rei da porção ocidental do Reino da Numídia entre 81 e 46 a.C.. Seu nome nome é uma homenagem ao seu famoso antepassado, Massinissa I, o unificador e fundador do reino.

## História
Masinissa era provavelmente filho de Masteabar, um rei obscuro conhecido por uma única inscrição fragmentária. Ele, por sua vez, era filho do rei Gauda (m. 88 a.C.), que dividiu o Reino da Numídia com seu irmão Hiempsal II. O aliado e contemporâneo de Masinissa, Juba I, rei da Numídia oriental, era provavelmente seu primo.
Em 81 a.C., o general romano Pompeu invadiu a Numídia, que, sob o comando de um tal Hiarbas, estava ajudando o rebelde Domício. Pompeu subjugou o reino numa campanha de apenas 40 dias, restaurou Hiempsal II ao seu trono e colocou Masinissa no seu, o que formalizou o reconhecimento pelos romanos dos dois reis númidas.
Durante a Segunda Guerra Civil da República Romana, Masinissa e Juba I se aliaram a Pompeu, cujos aliados controlavam a província da África, contra Júlio César. Em 46 a.C., César invadiu a África e seus aliados, o rei Boco II da Mauritânia e o mercenário Públio Sítio, invadiram o reino de Masinissa pelo oeste, capturando sua capital Cirta. A porção oeste de seu reino foi entregue a Boco e a leste foi entregue a Sítio. Juba se matou depois da derrota, mas o destino de Masinissa é incerto. Seu filho, Arabião, escapou e se juntou aos pompeianos na Hispânia. Posteriormente ele voltou e recuperou parte do reino de seu pai.